# Pythagoraea categorica
Pythagoraea categorica là một loài bướm đêm trong họ Crambidae.